# Poteau
Poteau är administrativ huvudort i Le Flore County i Oklahoma. Enligt 2010 års folkräkning hade Poteau 8 520 invånare.